# Halenia kalbreyeri x weddelliana
Halenia kalbreyeri x weddelliana là một loài thực vật có hoa trong họ Long đởm. Loài này được mô tả khoa học đầu tiên.